# アイウン地方
アイウン地方（アイウンちほう、Wilaya of Laayoune、ラユーン、ラーユーンなどとも）は、西サハラのウィラーヤ（地方、州とも訳せる）の一つ>。中心都市は同名のアイウン（エル・アイウン、エル・ラユーン）。西サハラの4地方内では最も多い人口を抱えるが、面積は最も小さい。
モロッコの行政区画と照らし合わせた場合、アイウン＝ブジュール＝サキア・エル・ハムラ地方とゲルミン＝エス・スマラ地方に跨るほか、サギア・エル・ハムラと大部分が一致する。

## 主要都市
- アイウン
- ブーカラー
- en:Amgala
- en:Guelta
- Edchera
- Daora
- Hagunia